# Suså
 Ikke at forveksle med Suseån  i Hallands län i Sverige
Suså eller Susåen i Sydsjælland nord for Næstved er Sjællands største (og Danmarks 5. største) vandsystem.

## Geografi
Åen udspringer i Tingerup Tykke syd for Rønnede. På det første stykke kaldes åen Huleå, fordi den løber i en dyb slugt. Den har snoet sig adskillige gange, inden den forlader Tingerup Tykke og tager retning mod nord, hvor den løber igennem det rekreative naturområde Gøgsmosen ved Rønnede og videre mod Hovmosen ved Gisselfeld, hvor tilløbene Brødebækken, Slettehavebækken og Kællingerenden gør Susåen til en egentlig å. Herfra slår den en bue mod nordvest og kommer forbi Haslev, Ringsted og Sorø og endelig sydover mod Næstved. Susåen har sit udløb i Karrebæksminde Bugt. På sin vej løber den igennem Danmarks 8. største sø, Tystrup-Bavelse Sø. Området og skovene omkring Tystrup-Bavelse-søerne er Danmarks første naturpark.
Suså er fra istiden for cirka 15.000 år siden og blev formet af is og smeltevand. Åens fysiske egenskaber er beskrevet i Afstrømningsforhold i danske vandløb Faglig rapport fra DMU, nr. 340 og Naturlige og regulerede vandløb - lidt om de grundlæggende mekanismer.

## Flora og Fauna
Naturindholdet i Susåen er ganske højt, til trods for at store dele af åen er blevet reguleret; nogle steder i 1600-tallet). Der er omkring 20 fiskearter i åen, hvilket er meget for et østdansk vandløb. Bestandene er dog små for mange arters vedkommende, og flere af dem er rødlistede (truede dyrearter).
Floraen i selve åen er yderst interessant med vand-aks-arter og pilblad. Floraen langs åen er generelt ikke særligt interessant, da størsteparten tidligt blev udnyttet til landbrug.
Store dele af Susåen og dens omgivelser er Natura 2000-område nr. 163 Suså, Tystrup-Bavelse Sø, Slagmosen, Holmegårds Mose og Porsmose.
I åen træffes følgende fiskearter:
| - Aborre - Brasen - Bæklampret - Bækørred - Elritse - Flire - Gedde | - Grundling - Havørred - Helt (fisk) - Hork - Karusse - Knude - Løje | - Nipigget hundestejle - Pigsmerling - Rimte - Rudskalle - Skalle - Suder - Trepigget hundestejle - Ål |

## Åens forløb
Åen mangler slyngninger og gode bundforhold (store sten og grus) for at plante- og dyrelivet kan trives optimalt. Ifølge Skov og Naturstyrelsen måtte vedligeholdelsen af vandløbet gerne være mindre hårdhændet ligesom styrelsen mener, at der ledes for mange næringsstoffer ud i Tystrup-Bavelse Sø og Dybsø Fjorde.

## Historie
Susåen har siden middelalderen haft betydning som transportvej. Karrebæksminde fungerede som omladningshavn, hvor lasten blev omladet mellem skibe og pramme, der kunne flådes op ad åen. Det oprindelige udløb fra Karrebæk Fjord til Karrebæksminde Bugt blev i 1806-1812 erstattet af en ny kanal. Den Danneskioldske Kanal med fire sluser færdiggjort i 1813 muliggjorde sejlads med pramme lastet med brænde på åen.
I 1930 besluttede byrådet i Næstved at bygge en kanal mellem Karrebæksminde og Næstved, så skibe kunne gå helt ind til Næstved. Kanalen og havnen var færdige i 1937. En af hovedinteressenterne var De forenede Papirfabrikker. Den gamle papirfabrik ved åen tæt på Næstveds centrum blev erstattet af en ny fabrik på havnen. Kanalen fra fjorden til Næstveds nye havn afskar Susåens løb forbi Appernæs. I Næstved ses resterne fra den gamle papirfabrik ved åen. 'Kranøen', hvor prammene i sin tid lagde til, har stadig sin karakteristiske kranbane højt i vejret. Sluseanlægget er suppleret med et stenfyldt stryg, som fisk kan passere.
Ved anlægget af havnen i 30'erne blev åens forløb fra Lille Næstved til udløbet i havnen overdækket og pladsen anvendt til en firesporet vej. Den del af åen er for nylig frilagt til glæde for byens befolkning. Betonkanalen, der tidligere førte åen, anvendes nu som regnvandsbassin.

### Fritlæggelse i Næstved
Susåen blev frilagt i Næstveds bymidte i 2001, hvor der tidligere var en stor parkeringsplads. I gamle dage gik åens bred helt op til Boderne midt i Næstved By, og med fritlæggelsen af Susåen, løber den nu igen næsten langs med de gamle bygninger midt i byens centrum. Der er anlagt en ny, mindre, parkeringsplads ved åen, der er konstrueret så den også kan bruges som amfiteater. Her har både været afholdt sankthans og middelaldermarked.